# 비타민 (음악 그룹)
비타민은 대한민국의 키즈 걸 그룹이다. 그룹명인 비타민은 지친 현대인을 위해 만들어진 비타민처럼, 우리에게 꼭 필요한 존재가 되겠다는 뜻으로 지었다고 말했다.

## 활동 과정

### 2017년 5월 ~ 2017년 7월
3집 디지털 싱글 '신나는 운동회'로 활동할 무렵에 최서유, 정보미가 졸업하고 정사랑이 합류했다. 그 후 7월 20일에 강주하가 졸업을 하였고, 이어서 8월 23일에 현혜원이 졸업했다.

### 2017년 9월 ~ 2018년 1월
윤시우, 김소피야가 2017년 합류했고 김소피야는 다음해 1월 27일에 졸업했다.

### 2018년 2월 ~ 2018년 3월
장유하는 정식 멤버가 아닌 레고 프렌즈 콜라보를 위해 합류한 멤버이기 때문에 콜라보 기간이 끝난 후 졸업하였다. 윤시우, 정사랑, 김나예, 황채민이 남았다.

### 2018년 5월 ~ 2019년 2월
5월 19일에 윤시우가 졸업한 후, 임채민이 합류했다. 원래 있던 멤버인 채민이 있기에 황채민은 작챔(작은 채민) 임채민은 큰챔(큰 채민)이 되었다고 한다

### 2019년 2월 ~ 2019년 6월
2019년 2월 22일에 레고 프렌즈 콜라보를 위해 프로젝트 멤버로 오시윤이 합류했다.

### 2019년 6월 ~ 2019년 12월
6월 8일 임채민이 졸업 후 11월 8일에 오시윤이 정식멤버가 되었다.

### 2019년 12월 5일
2019년 12월 5일, 이제희가 합류했으며, 11번째 싱글 《네꿈내꿈》을 발매하였다.

### 2020년 ~ 2020년 12월
12번째 싱글 《이젠 알았어》를 발매하였다. 또한, 처음으로 코코힐리 광고모델이 되었다. 
13번째 싱글 《학교 가는길》을 발매하였다. 이제희가 프로젝트 멤버 기간이 다 되어서 졸업하였다.

### 2021년 ~ 현재
14번째 싱글《좋겠어》를 발매하였다. 여름 노래로 귀엽고 상큼하고 발랄한 느낌이다.
15번째 싱글《Dear me》를 발매하였다. 감성적인 분위기의 노래이다.훨씬 더 성숙해진 모습과 목소리의 비타민 멤버들을 볼 수 있다.

## 구성원
| 이름   | 소개 |
| ------ | --- |
| 김나예 | - 이름 : 김나예 - 생년월일 : 2007년 3월 27일 (16세) - 출생지 : 대한민국 서울특별시 - 소속사 : 클레버 E&M 엔터테인먼트 |
| 정사랑 | - 이름 : 정사랑 - 생년월일 : 2009년 8월 25일 (14세) - 출생지 : 대한민국 서울특별시 - 소속사 : 클레버 E&M 엔터테인먼트 |
| 오시윤 | - 이름 : 오시윤 - 생년월일 : 2009년 10월 25일 (14세) - 출생지 : 대한민국 천안시 - 소속사 : 클레버 E&M 엔터테인먼트    |
| 황채민 | - 이름 : 황채민 - 생년월일 : 2010년 11월 29일 (13세) - 출생지 : 대한민국 용인시 - 소속사 : 클레버 E&M 엔터테인먼트    |

## 음반 활동
| 제목                 | 앨범 정보                                    |      |      |      | 판매량 |
| 제목                 | 앨범 정보                                    | 주간 | 월간 | 연간 | 판매량 |
| -------------------- | -------------------------------------------- | ---- | ---- | ---- | ------ |
| Happy Day            | - 발매일: 2015년 10월 7일 - 레이블: - 포맷:  |      |      |      |        |
| Fly High             | - 발매일: 2015년 12월 8일 - 레이블: - 포맷:  |      |      |      |        |
| 신나는 운동회        | - 발매일: 2017년 7월 7일 - 레이블: - 포맷:   |      |      |      |        |
| You are special      | - 발매일: 2017년 10월 27일 - 레이블: - 포맷: |      |      |      |        |
| 성탄절의 비밀소원    | - 발매일: 2017년 12월 11일 - 레이블: - 포맷: |      |      |      |        |
| 변했대               | - 발매일: 2018년 4월 6일 - 레이블: - 포맷:   |      |      |      |        |
| Say Say Say (쎄쎄쎄) | - 발매일: 2018년 6월 18일 - 레이블: - 포맷:  |      |      |      |        |
| 오늘은 꼭            | - 발매일: 2018년 9월 28일 - 레이블: - 포맷:  |      |      |      |        |
| 크리스마스의 별      | - 발매일: 2018년 12월 7일 - 레이블: - 포맷:  |      |      |      |        |
| Vitamin Sea          | - 발매일: 2019년 6월 28일 - 레이블: - 포맷:  |      |      |      |        |
| 네꿈내꿈             | - 발매일: 2019년 12월 13일 - 레이블: - 포맷: |      |      |      |        |
| 이젠 알았어          | - 발매일: 2020년 5월 1일 - 레이블: - 포맷:   |      |      |      |        |
| 학교가는길           | - 발매일: 2020년 9월 5일 - 레이블: - 포맷:   |      |      |      |        |
| 좋겠어               | - 발매일: 2021년 7월 2일 - 레이블: - 포맷:   |      |      |      |        |
| Dear me              | - 발매일 : 2021년10월 22일 - 레이블: - 포맷: |      |      |      |        |